# ГЕС Sundsbarm
ГЕС Sundsbarm — гідроелектростанція у південній частині Норвегії, за 120 кілометрів на південний захід від Осло та за півтори сотні кілометрів на північний схід від Крістіансанна. Використовує ресурс зі сточища річок, які відносяться до басейну озера Norsjo (дренується через Skienselva до однієї з заток протоки Скагеррак).
Центральний резервуар водозбірної системи станції — сховище Sundsbarmvatn — отримує ресурс за допомогою двох дериваційних систем — північної та західної. Перша з них прив'язана до сточища річки Boelva, яка впадає до нещодавно згаданого озера Norsjo з північного заходу. Найвищим пунктом цього маршруту є розташоване на самій Boelva озеро-сховище Sandsetvatn, рівень поверхні якого може коливатись між позначками 980 та 986 метрів НРМ, що забезпечує корисний об'єм у 10 млн м3. Накопичений ресурс скидається до природного русла та дещо нижче по течії Boelva (на ділянці під назвою Sandsetai) відбирається до дериваційного тунелю довжиною біля 10 км. Останній прямує через правобережний гірський масив та приймає додаткову воду з приток Boelva Rindebekken, Grovai та Valeai (при цьому кінцевий пункт тунелю водосховище Sundsbarmvatn природним шляхом також дренується праворуч до Boelva через її притоку Manndalselvi).
Західний маршрут починається у сточищі річки Dalaai, лівої притоки Vest-Vassdraget (як і Boelva впадає до озера Norsjo, але із західного напрямку). Dalaai протікає через озера Ljosdalsvatnet та Hovdevatn, до останнього (нижнього) з яких праворуч впадає річка Vikai. Зведена на виході з Hovdevatn гребля створила підпір, котрий дозволяє передавати сток Vikai до Ljosdalsvatnet. Останнє перетворене на сховище з припустимим коливанням рівня поверхні між позначками 640 та 647 метрів НРМ, чому відповідає корисний об'єм у 5,5 млн м3.
Від Ljosdalsvatnet на схід через гірський масив лівобережжя Dalaai прямує дериваційний тунель довжиною біля 12 км. На своєму шляху він приймає додатковий ресурс з приток Dalaai річок Eirungai, Kvernvasselvi (Kvernvatnbekken) та Morgedalsai, а також з лівої притоки останньої Mjavatnbekken. Завершується тунель в озері Lintjern (Liervatn), котре дренується через Hegneai (ще одна ліва притока Morgedalsai). Від Lintjern під водорозділом між сточищами Vest-Vassdraget та Boelva прокладений тунель довжиною біля 2 км, який подає ресурс західного водозбірного сектору до центрального резервуару.
Sundsbarmvatn має коливання рівня поверхні між 574 та 612 метрів НРМ, чого досягли як за рахунок створеного греблею підпору, та і шляхом здреновування нижче за природний рівень, що перебував на позначці 593 метри НРМ. При цьому корисний об'єм головного резервуару становить 216,3 млн м3, тобто понад 90 % загального об'єму водосховищ ГЕС Sundsbarm.
З Sundsbarmvatn вода подається у південно-східному напрямку через головний дериваційний тунель довжиною 6,4 км, який на своєму шляху приймає додатковий ресурс з водозабору на Finndalsai, лівій притоці Kivleai (в свою чергу впадає праворуч до Boelva). На завершальному етапі він переходить у напірний водовід до машинного залу, розташованого на захід від Boelva (на цій ділянці носить назву Vallarai).
Основне обладнання станції становить одна турбіна типу Френсіс потужністю 103 МВт, яка при напорі у 480 метрів забезпечує виробництво 430 млн кВт-год електроенергії на рік.
Відпрацьована вода по відвідному тунелю транспортується до Vallarai.